# Тархан (Балтасинский район)
 Тархан  — поселок в Балтасинском районе Татарстана. Входит в состав Нуринерского сельского поселения.

## География
Находится в северо-западной части Татарстана на расстоянии приблизительно 20 км на север-северо-восток по прямой от районного центра поселка Балтаси на речке Арборка.

## История
Основан в 1928 году выходцами из села Нуринер.

## Население
Постоянных жителей было: в 1938 — 88, в 1949 — 90, в 1958—122, в 1970 — 70, в 1979 — 28, в 1989 — 17, в 2002 году 6 (татары 100 %), в 2010 году 1.